# Мапуто (река)
Мапуто (порт. Rio Maputo; сваз. Lusutfu) мања је река која протиче југоисточним делом афричког континента, преко територија Јужноафричке Републике (покрајина Мпумаланга), Есватинија и Мозамбика (покрајина Мапуто).
Свој ток започиње на источним обронцима планинског масива Дракенсберг, на надморској висини од око 1.860 метара. Нешто западније се налази извор велике јужноафричке реке Вал, најважније притоке Орања. У горњем делу тока позната је под именима Суту, Велики Усуту и Лусутфу. Најдужа је река у Есватинију који протиче у смеру северозапад-југоисток и полови земљу на северни и јужни део. Након око 220 километара тока прима своју највећу десну притоку, реку Понгола након чијег ушћа нагло скреће ка северу и наредних 85 км тече под именом Мапуто. Улива се у Мапутски залив Индијског океана, неких двадесетак километара јужно од главног града Мозамбика Мапута. 
Укупна дужина водотока је око 300 км, површина сливног подручја 29.970 km², док је укупан годишњи проток на ушћу око 2,8 милиона метара кубних воде. Обале су углавном доста ниске, замочварене и обрасле густом и бујном вегетацијом, због чега се на обалама ове реке не налазе већа градска насеља. 